# Still Hungry
Still Hungry es un álbum de la banda Twisted Sister lanzado en 2004 por Spitfire.
El disco consiste en una regrabación completa de su clásico Stay Hungry, de 1984, con el agregado de 7 pistas nuevas.
Este álbum fue editado en Europa en disco de vinilo doble por el sello Drakkar.

## Lista de canciones
1. Stay Hungry – 3:14
2. We're Not Gonna Take It – 4:36
3. Burn in Hell – 5:37
4. Horror-Teria - 8:42
5. A. Captain Howdy
6. B. Street Justice
7. I Wanna Rock – 3:15
8. The Price – 4:08
9. Don't Let Me Down – 4:45
10. The Beast – 3:25
11. S.M.F. – 3:28
12. Never Say Never – 2:19
13. Blastin' Fast & Loud – 3:00
14. Come Back – 6:25
15. Plastic Money – 4:05
16. You Know I Cry – 4:21
17. Rock 'N' Roll Saviors – 5:04
18. Heroes Are Hard to Find – 5:00

## Personal
- Dee Snider - voz
- Mark Mendoza - bajo
- Jay Jay French - guitarra
- Eddie Ojeda - guitarra
- A.J. Pero - batería